# 游騎兵5號
| 儀器設備    | 儀器設備                 |
| ----------- | ------------------------ |
| 電視攝影機: | 傳送月球表面的近距離影像 |
| 測震儀:     | 確認有無月震的活動       |

游騎兵5號是游騎兵計畫中的太空船，它被設計成在撞擊前10分鐘內將月球表面的影像傳送回地球，將可在粗糙表面登陸的測震儀拋擲在月球上，並在飛行途中搜集γ射線的資料，研究月球表面反射的雷達波，和繼續測試游騎兵計畫發展出的月球和行星際太空船。由於不明原因的故障，太空船失去了動力並停止了運作，以725公里的距離錯過了月球。

## 太空船設計
游騎兵5號是模組2的太空船，與游騎兵3號和游騎兵4號相似。太空船基本的高度是3.1米，並且包含以巴爾沙木包覆，直徑65公分的撞擊-限制月球膠囊，推力為5080磅（22.6千牛頓）的單發動機中繼推進器，和直徑1.5米、鍍金與鉻的六角形基板。一個大型的高增益碟形天線連接在基部，兩個像翼狀的太陽電池板（翼展5.2米），如同早期部署的一樣也連接在基部。電力由包含8,680個太陽電池的太陽能板供應，並為重量11.5 公斤、蓄電量1Kwh的發射和備份的銀鋅電池充電。太空船由固態電腦和一序列由地球-控制的指令系統控制，姿態控制由6個太陽和地球感測器、陀螺儀和拋射和轉動的噴嘴來控制。太空船上的遙測系統包含兩個960MHz，一個輸出功率是3瓦，另一個是50毫瓦的傳輸器，和高增益天線和全方位天線。白色油漆和鍍金與鉻的板子，和裝置在表面鍍銀塑膠板內的可再發動火箭提供溫度的控制。
實驗的裝置包括：（1）光導攝像管電視攝影機，使用一種掃描機制，每10秒鐘就能完成一幅完整的圖像；（2）裝在1.8米長懸臂上、300毫米直徑的球形基座上的γ射線光譜儀；（3）雷達測高儀；和（4）以粗糙的登陸方式在月球表面上使用的測震儀。測震儀與放大器一起包裝在月球膠囊內，一個50毫瓦的傳送器，電壓控制、旋轉天線和6顆銀-鎘電池，可以讓月球膠囊的傳送器持續運作30天，所有的設計都能承受130至160公里（80至100英里）的時速。儀器包整個包覆在巴爾沙木球內漂浮在氟里昂中。雷達測高儀使用反射波來測量，但也被設計成和膠囊分離時和火箭再點燃時被啟動。

## 任務
任務被設計成以阿特拉斯/愛琴娜火箭朝向月球推進，可以在中途進行校正，並撞擊在月球的表面。在適當的高度上膠囊會分離和點燃逆向火箭以降低登月時的撞擊。由於未明原因的故障，在從地球的泊車軌道朝向月球軌道拋射之後，太空船未能恢復動力。電池在8小時44分鐘之後耗盡，太空船無法運作。游騎兵5號以725公里的距離錯過了月球，他現在日心軌道上運行。在電力耗盡之前，搜集了4小時的γ射線資料。任務中心追蹤這艘太空船至130萬公里（808,000英里）的距離。
這是游騎兵模組2第三度嘗試撞擊月球表面的太空船。在這次的任務中，在正常操作15分鐘之後，太陽能電池的電力傳輸到電池時出現了故障。不能恢復正常的運作，電池在8小時後倍耗盡，太空船所有的系統都停擺。第一次的中途修正也無法實施，游騎兵5號在10月21日以724公里的距離錯過了月球，並且進入日心軌道，它被追蹤至1,271,381公里處。在失去訊號之前，這艘太空船送回大約4小時的γ射線實驗資料。

## 外部連結
- 撞擊月球：游騎兵計畫的歷史 (PDF) 1977年 （页面存档备份，存于）（英文）